# Apotropina sinensis
Apotropina sinensis är en tvåvingeart som beskrevs av Yang, Yang och Kanmiya 1993. Apotropina sinensis ingår i släktet Apotropina och familjen fritflugor.
Artens utbredningsområde är Yunnan (Kina). Inga underarter finns listade i Catalogue of Life.